# Фавретто, Джакомо
Джакомо Фавретто (итал. Giacomo Favretto; 11 августа 1849, Венеция — 12 июня 1887, Венеция) — итальянский живописец, ученик Мариано Фортуни. В его часть назван венецианский дворец Ка-Фавретто.

## Биография
Сын Доменико Фавретто, небогатого столяра, и Анжелы Брунело, художник родился в Венеции 11 августа 1849. Первые уроки художественного мастерства Фавретто дал граф Антонио де Занетти и дядя последнего — художник Джероламо Астольфони.
Однако бедность его семьи всё увеличивалась, и вместо дальнейшего обучения, он был вынужден зарабатывать на жизнь подсобным рабочим в лавке канцелярских принадлежностей. Но и там врождённый талант раскрывался — в часы спокойствия он делал зарисовки карандашом и собрал коллекцию портретов клиентов, посещавших лавку.
На эти эскизы однажды обратил внимание некий Винченцо Фавенца, антиквар. Последний настоял, чтобы юный Фавретто получил художественное образование. Получив базовые понятия о живописи в студии Антонио Вазона, он поступил в 1864 году в Венецианскую академию изящных искусств в класс Доменико Брезолина, и продолжал посещать её вплоть до 1878 года, несмотря на то, что окончил обучение в 1870-м. Учился также у Гульельмо Чьярди.
Тем временем слава о его таланте начинала распространяться за пределы Венеции. В 1874 году европейские ценители изобразительного искусства отмечали двоих заметно прогрессировавших мастеров: Джакомо Фавретто и Луиджи Ноно.
Его краткая творческая карьера закончилась во время Венецианской выставки 1887 года, ставшей для него подлинным моментом триумфа и всеобщего признания. Он заболел и умер от лихорадки 12 июня.

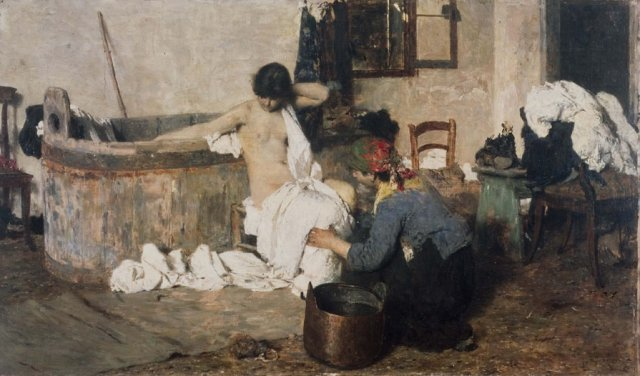
«После купания» (1884)

## Творчество
Фавретто преимущественно изображал сцены венецианской жизни XVIII столетия. Его манере была свойственна виртуозность кисти, блеск и роскошь гармоничных красок, решение творческих задач богатыми цветовыми схемами. От Мариано Фортуни его отличал более исправный рисунок, воздержанность от кричащих цветовых эффектов и большая верность натуре.
Из картин Фавретто особенно известны: «Встреча на мосту Риальто», «Банк-лотто», «Венецианский продавец зелени», «Купанье», «Новейшая Сусанна и старцы», «Пятничный базар на Риальто», «Прогулка по каналу св. Маргариты» и «На Пьяцетте».